# Фріц Вайцель
Фріц Вайцель (нім. Fritz Weitzel; 27 квітня 1904, Франкфурт-на-Майні — 19 червня 1940, Дюссельдорф) — один із засновників СС, групенфюрер СА (18 грудня 1931), обергрупенфюрер СС (9 вересня 1934).

## Біографія
Син робітника. До 1929 року працював вчителем. В 1927 році вступив в НСДАП (квиток № 18 833) і СС (посвідчення № 408). В 1927 році сформував і очолив в Дюссельдорфі загін СА, з того ж року командир обласного загону СС «Гессен-Нассау-Південь». В 1928-29 роках командував обласними загонами СС «Рейнланд-Південь», «Рейнпфальц» і «Гессен-Нассау-Північ». 1 травня 1928 року сформував і очолив 2-й штандарт СС «Гессен» (Франкфурт-на-Майні), одночасно з листопада 1929 року — командир загону СС «Рейнланд». З 20 липня 1930 по 6 жовтня 1932 року командував 5-м абшнітом СС в Ессені. В 1930 обраний депутатом Рейхстагу від Гессена-Нассау. З травня 1933 року — президент поліції Дюссельдорфа. 18 листопада 1939 року очолив оберабшніт СС «Захід» (оберабшніт постійно змінював назви, але об'єднував всі частини СС на Заході Німеччини). Після окупації Норвегії 20 квітня 1940 року був призначений першим вищим керівником СС і поліції «Північ» зі штаб-квартирою в Осло. Загинув у своєму будинку під час бомбардування Дюссельдорфа англійською авіацією.

## Нагороди
- Золотий партійний знак НСДАП
- Почесний кут старих бійців
- Почесний партійний знак «Нюрнберг 1929»
- Спортивний знак СА в золоті
- Німецька імперська відзнака за фізичну підготовку в сріблі
- Кільце «Мертва голова»
- Почесна шпага рейхсфюрера СС
- Медаль «У пам'ять 13 березня 1938 року»
- Медаль «У пам'ять 1 жовтня 1938»
- Медаль «За Атлантичний вал»
- Орден Корони Італії, великий офіцерський хрест
- Орден Святих Маврикія та Лазаря, великий офіцерський хрест (Королівство Італія)

## Вшанування пам'яті
- Після смерті Вайцеля його ім'я було присвоєне 20-му штандарту СС.
- В 1942/44 роках ім'я Вайцеля носила вулиця в Львові (сьогодні — вулиця Ганни Барвінок).[1]